# 野澤清志
野澤 清志（のざわ きよし、1922年8月14日 - 2010年12月28日）は、日本の実業家。日本原燃の初代社長を務めた。

## 略歴
長野県諏訪郡上諏訪町（現・諏訪市）出身。長野県諏訪中学校（現・長野県諏訪清陵高等学校）を経て、1947年東京大学経済学科卒業、関東配電を経て1951年に東京電力入社。群馬支店次長、原子力部長代理、原子力建設部長代理、送変電建設本部副本部長、常務取締役などを歴任。1985年に電気事業連合会副会長。日本原燃産業社長などを経て1992年から日本原燃初代代表取締役社長を務め、相談役、顧問を経て2002年に退任。1997年に勲二等瑞宝章受章。1998年にフランスレジオンドヌール勲章シュヴァリエ受章。